# Youpix
Youpix (estilizado como YOUPIX) é uma consultoria de negócios para a creator economy, apoiando tanto creators/influencers quanto marcas a se desenvolverem nessa nova economia. Seu papel é acelerar a indústria, através do conhecimento e serviços como consultoria, eventos, estudos e relatórios, educação, programas de aceleração e viagens internacionais de estudos.
Com mais de 15 anos de atuação no mercado, a YOUPIX funciona como um hub de conexões e negócios para o mercado de conteúdo e influência digital do país. Voltada para a Creator Economy, a YOUPIX é reconhecida como autoridade na área, tendo que seu expertise seja solicitado por stakeholders que atuam no setor.
Através de metodologias de consultoria, educação e think tank, a YOUPIX oferece soluções para marcas e criadores identificarem e criarem narrativas - próprias ou compartilhadas - que tenham relevância cultural, impacto e construam negócios.

## História
Foi criada por Bob Wollheim e Bia Granja em 2006 e nasceu como uma revista impressa tamanho pocket, quando ainda se chamava revista PIX  e trazia em sua pauta uma curadoria coma conhecimentos internet e no universo dos blogs, além de matérias de comportamento do jovem internauta brasileiro.
No início de 2009, foi lançado o site youpix.com.br. O site contemplou a Memepedia, a primeira enciclopédia de memes do Brasil. Em maio de 2013, o site passou a fazer parte do Portal iG.
Em março de 2009, surgiu o evento youPIX Festival, considerado o maior festival sobre a cultura da internet do Brasil, que em 2014, em sua última edição, reuniu 20 mil pessoas na Bienal em São Paulo para discutir cultura de internet, o mercado de criadores de conteúdo e negócios digitais. Desde 2009, foram realizadas 15 edições do youPIX Festival, sendo treze no Brasil, uma na Espanha e uma nos Estados Unidos. O evento era gratuito e a última edição, ocorrida em 2014, recebeu 20 mil participantes e teve mais de 150 horas de conteúdo.
Pelos palcos do evento já passaram mais de 500 palestrantes nacionais e internacionais, como Gilberto Gil, Cristovam Buarque, Marcelo Tas, Silvio Meira, Felipe Neto, Helio de la Peña, Caio Tulio Costa, Rosana Hermann, PC Siqueira, Alessandro Molon, Preta Gil, Tobias Andersson (co-criador do The Pirate Bay), Christopher "M00t" Pole (criador do 4chan), Ben Huh (CEO do Cheezburger), Jamie Wilkinson, Raymond Chan (criador do 9GAG), Anthony Volodkin (criador do The Hype Machine), entre outros.
Além da revista e do evento, a YOUPIX contou ainda com duas premiações distintas para a estimular a produção de conteúdo e a expressão do jovem na rede: o prêmio "Melhores da Websfera" e o concurso "Content Talent Show" (este último voltado a talentos iniciantes da área de blogs, vlogs e podcast).
Em 2013, foi inaugurado o youPIX Tank, uma parceria da YOUPIX e do Ibope Media para realizar estudos exclusivos sobre o comportamento do jovem digital brasileiro.
Até 2014, a YOUPIX contava com um site de atualização diária, redes sociais, estudos sobre o comportamento do jovem digital feito em parceria com o Ibope, premiações e o festival, uma das principais realizações da YOUPIX e que já contou com mais de 14 edições nacionais e internacionais.
Em 2015, a YOUPIX realizou uma grande mudança em sua atuação, deixando de fazer a revista PIX, o YOUPIX Festival e o portal de cultura de internet, para se dedicar a uma fase mais madura e voltada para negócios do mercado de conteúdo digital e influência. No mesmo ano, lançou o primeiro documentário sobre creators no Brasil: Creators Shift. Em 2016, lançou a primeira pesquisa nacional sobre o mercado de influenciadores.
Hoje, a empresa trabalha como consultoria de negócios para creator economy, ajudando marcas e criadores a identificarem e criarem narrativas - próprias ou compartilhadas - que construam relevância cultural e negócios.
A YOUPIX também realiza o YOUPIX Summit, maior evento de influência da América Latina, organiza  viagens imersivas de estudos nos Estados Unidos e Europa, forma alunos em sua escola e realiza um programa de aceleração de criadores gratuito, o Creators Boost.

### Creator Economy
Segundo define a própria Bia Granja, "essa tal de Creator Economy tem a ver com empresas que oferecem serviços e ferramentas pra criadores de conteúdo (os creators) e influenciadores poderem prosperar nos negócios" E ela também afirma que: “O criador de conteúdo quer ganhar dinheiro, pagar boleto, ter um negócio sustentável e, principalmente, quer ser remunerado pelas plataformas onde seu conteúdo é seu principal ativo! Plataformas não estão pagando e o dinheiro das marcas não é suficiente pra financiar um ecossistema desse tamanho”.
O que isso quer dizer? Essa  é uma nova face da economia significa que, com os meios digitais (desde as redes sociais, onde tudo começou, até tudo que a internet possibilita), as pessoas ganham mais do que voz: ganham possibilidades de criar e engajar para poder, além de construir a própria narrativa, oferecer esse conteúdo ao público e encontrar formas de transformar isso em uma forma de ganhar a vida.
Em entrevista para a Forbes, Nohoa Arcanjo, da Creators.llc, diz que “Percebemos que a creator economy era o movimento emergente que está ditando o futuro do trabalho – onde pessoas buscam viver do compartilhamento de suas paixões” 